# Pulsa diNura
Pulsa deNura, Pulsa diNura o Pulsa Denoura (en arameu babilònic jueu: פולסא דנורא, romanitzat com a: pulsā di-nurā, literalment 'el llamp de foc') és una suposada antiga cerimònia cabalística en la qual s'invoca els àngels destructors per bloquejar el perdó celestial dels pecats del subjecte, suposadament provocant que totes les malediccions anomenades a la Bíblia caiguin sobre ell i la seva mort. És controvertit per haver estat suposadament invocat contra diverses figures polítiques contemporànies, inclòs pel rabí Yosef Dayan contra Yitzchak Rabin abans del seu assassinat.
La seva historicitat ha estat qüestionada. El doctor Dov Schwartz de la Universitat de Bar-Ilan i la figura pública Haredi Moshe Yehuda Blau van argumentar a la revista Haredi Mishpacha que la cerimònia no té cap base en el judaisme tradicional i que en realitat s'origina a mitjans del segle XX.

## Etimologia
Pulsā, plural: pulsē, és un substantiu arameu derivat de la paraula llatina pulsus "cop, cop". Nurā és un substantiu arameu que significa "el foc".

## Ús recent
Les acusacions de l'ús d'aquesta maledicció per part dels jueus religiosos contra figures jueves que han comès transgressions importants s'han fet sovint durant els últims 50 anys i s'han citat principalment als mitjans israelians. Com diu la dita a Israel, "no heu arribat a la política israeliana fins que no heu estat maleït per la Pulsa DiNura".
A principis del segle xx, els jueus haredi de Jerusalem van ser acusats pels mitjans de comunicació d'haver recitat la maledicció contra el lingüista Eliezer Ben Yehuda. Tanmateix, no hi ha cap prova que la maledicció s'hagués realitzat abans de 1948.
Hi ha hagut informes de mitjans de comunicació infundats sobre la maledicció que es recita contra arqueòlegs i autors.
Abans de l'assassinat del primer ministre israelià Yitzhak Rabin, hi havia informes que la maledicció havia estat recitada contra ell. El 26 de febrer de 2012, Tamar Yonah d'⁣Arutz Sheva va entrevistar a Yosef Dayan, qui, amb la guia rabínica, va participar en la Pulsa DiNura de Yitzhak Rabin i Ariel Sharon.
Avigdor Eskin, membre del Gush Emunim ("Bloc dels fidels"), va afirmar haver recitat les següents malediccions de la Pulsa diNura la nit del 2 d'octubre de 1995:
| « | (anglès) Regarding that Yitzchak son of Rosa, called Rabin, we have permission from the angels of destruction... to kill him on account of his inciting the holy people and transferring the Land of Israel to our enemies...} | (català) Pel que fa a aquell Itzxak fill de Rosa, anomenat Rabin, tenim permís dels àngels de la destrucció... per matar-lo a causa de la seva incitació al poble sant i la transferència de la Terra d'Israel als nostres enemics...} | » |

Això va ser precedit per una cerimònia similar a Safed. Rabin va ser assassinat al cap d'un mes per un ultranacionalista israelià anomenat Yigal Amir.
El juliol de 2005, els mitjans israelians, sense citar fonts, van informar que els opositors a la retirada israeliana de Gaza van recitar la Pulsa deNura a l'antic cementiri de Rosh Pina, demanant a l'"Àngel de la Mort" que matés el primer ministre israelià Ariel Sharon. Sis mesos més tard, Sharon va patir dos ictus i va estar en coma, lluitant per la seva vida, fins a la seva mort l'11 de gener de 2014. Tanmateix, la majoria dels analistes ho relacionen amb la seva edat (77) i l'obesitat.
El 7 de novembre de 2006, l'Edah HaChareidis va dir que estava considerant posar la maledicció sobre els organitzadors de la desfilada de l'Orgull programada per marxar a Jerusalem el 10 de novembre de 2006. La ràdio de l'exèrcit Galei Tsahal va entrevistar el rabí Shmuel Papenheim, que va anunciar: "El Tribunal rabínic ha celebrat una sessió especial i ha discutit la possibilitat de posar una 'pulsa denura' als qui han participat en l'organització de la marxa". Papenheim, editor del setmanari de l'organització religiosa Haredi, va afegir que els rabins també estaven considerant posar la maledicció "contra els policies que van colpejar els jueus haredi".
L'1 de juny de 2021, The Times of Israel va informar que un membre del panel del Ministeri de Salut que havia estat assessorant sobre vacunacions contra la COVID-19 va rebre amenaces de mort, inclosa la Pulsa DiNura, durant el procés d'aprovació per a la inoculació de nens.
El 10 de juny de 2021, Naftali Bennett, líder del partit Yamina i primer ministre designat en el govern d'unitat nacional entrant, va rebre una carta en què afirmava que la Pulsa DiNura havia estat invocada contra ell el 2013. La carta no estava signada, però, segons es diu, feia referència a rabins ultraortodoxos.
El 12 d'agost de 2022, l'oligarca jueu ucraïnès Hennadiy Korban va dir que havia fet la "maledicció de la mort" de Pulsa Denura contra el president rus Vladimir Putin.